# Tour Les Poissons
Tour Les Poissons – wieżowiec znajdujący się w Paryżu, w finansowej dzielnicy miasta La Défense, we Francji, o wysokości całkowitej wynoszącej 129,5 metra. Budynek został otwarty w 1970 roku, liczy 42 kondygnacje. Na dachu położony jest 22-metrowej wielkości betonowy barometr mierzący ciśnienie atmosferyczne, nie jest on jednak brany pod uwagę w przypadku mierzenia wysokości budynku.
W budynku kolejno pierwsze trzydzieści pięter ma przeznaczenie lokali mieszkalnych, natomiast ostatnie dziesięć pięter wykorzystywane jest jako powierzchnie biurowe. Różnica między pięterami mieszkalnymi i komercyjnymi jest widoczna także od zewnątrz – elewacja części biurowej wieżowca posiada szersze okna.
W latach 1970–1972 był najwyższym budynkiem we Francji.